# Котелевский район
Котеле́вский райо́н (укр. Котелевський район) — упразднённая административная единица на северо-востоке Полтавской области Украины. Административный центр — посёлок городского типа Котельва.

## География
Котелевский район находился в северо-восточной части Полтавской области Украины.
С ним соседствуют
Зеньковский,
Диканьский,
Полтавский,
Чутовский районы Полтавской области,
Краснокутский район Харьковской области и
Ахтырский район Сумской области.
Площадь района — 800 км².
Административным центром района является посёлок городского типа Котельва.
Через район протекают реки
Котельва,
Котелевка,
Ворскла,
Орешня,
Мерла,
Ковжижа.

## История
В урочище Рубежное обнаружено поселение середины XIII столетия. Там же были найдены остатки бронзолитейного производства VII — VI веков до нашей эры.
Поселение Котельва возникло вокруг Котелевской крепости, построенной в начале XVII веке для защиты территории Слободской Украины от нападений крымских татар. Первоначально укрепление, с трех сторон окруженное речкой Котельва, по традиции состояло из земляного вала и рва.
Во время гетманщины Котельва в разные годы была сотенным местечком Гадячского, Полтавского, Зеньковского и Ахтырского полков. Во время Северной войны в 1709 году крепость разрушила армия шведского короля Карла XII. Вскоре Котелевскую крепость отстроили, существенно укрепили и она прослужила до 1770-х годов, когда исчезла её практическая надобность. Во второй половине XVIII в., благодаря своему выгодному географическому положению, местечко превращается в один из центров чумацкого (торгово-извозничьего) промысла на Слобожанщине. В 1769 г. в Котельве из-под стражи бежал предводитель освободительного восстания «Колиивщина» М. Зализняк, которого осудили на вечную каторгу и везли в Нерчинский острог (Забайкалье).
Котелевский район образован в 1923 году, как таковой, принадлежав Ахтырском округу Харьковской губернии. В 1925 году район присоединён к Полтавскому округу. Котелевский район ликвидирован в 1930 году, восстановлен в 1939 году. Вторично район ликвидирован в 1962 году и восстановлен в 1965 году.
17 июля 2020 года в результате административно-территориальной реформы район вошёл в состав Полтавского района.

## Демография
Население района составляет 19 152 человека (2019),
в том числе городское — 12 122 человека,
сельское — 7 030 человек.

## Административное устройство
Район включает в себя:
| - Поселковых советов: 1 - Сельских советов: 9 | - Посёлков городского типа: 1 - Сёл: 38 |

### Местные советы[6]
| - Котелевский поселковый совет - Бельский сельский совет - Великорублевский сельский совет - Деревковский сельский совет - Ковалевский сельский совет | - Козловщинский сельский совет - Малорублевский сельский совет - Милорадовский сельский совет - Николковский сельский совет - Сидоряченский сельский совет |

### Населённые пункты[7]
| с. Бельск с. Боровское с. Великая Рублёвка с. Вороны с. Гетманка с. Глобовка с. Демьяновка с. Деревки с. Диброва с. Зайцы | с. Зайцы-Вторые с. Зубы с. Каменное с. Касьяны с. Ковалёво с. Ковжижа с. Козловщина пгт Котельва с. Лабуревка с. Лихачовка | с. Любка с. Малая Рублёвка с. Маловидное с. Марьино с. Матвеевка с. Милорадово с. Михайловка Первая с. Михайлово с. Млинки с. Назаренки | с. Николка с. Подваровка с. Сидоряче с. Стадница с. Терещенки с. Терны с. Чернещина с. Чоботари с. Шевченково |